# Henri Laborit
Henri Laborit (Hanoi, 21 novembre 1914 – Parigi, 18 maggio 1995) è stato un medico, biologo e filosofo francese.
Laborit ha diretto la Revue d'agressologie dal 1958 al 1983. Per tutta la vita ha dimostrato uno spirito curioso e anticonformista senza mai lasciarsi facilmente etichettare come parte di qualsiasi movimento.

## Biografia
Laureato in Medicina e Chirurgia, si specializzò in seguito in Neurochirurgia presso l'Università di Parigi. Lavorò lungamente in molteplici ospedali della marina militare francese, concentrando le proprie ricerche scientifiche nell'ambito della neurobiologia e della neurofisiologia. Si deve a Laborit l'introduzione della clorpromazina che nel 1952 fu il primo farmaco neurolettico usato per il trattamento della schizofrenia. Prima ancora, nel 1951, egli si era dedicato allo studio dell'ibernazione.
Negli anni sessanta i suoi studi definirono l'effettiva importanza delle cellule della glia o gliali e del ruolo giocato nell'organismo dai radicali liberi. All'inizio degli anni sessanta è il primo a sintetizzare il gamma-idrossibutirrato o GHB. Nel 1969 gli studenti di urbanistica dell'università di Paris VIII che era appena stata creata, lo invitarono ad animare un gruppo di ricerca congiunta in campo urbanistico e biologico che continuò fino al 1974. 
Con il suo libro La nouvelle grille (1974) rese note al grande pubblico le sue idee sulla biologia comportamentale trovando buona accoglienza nel contesto favorevole del post-68. Il suo lavoro sul condizionamento è alla base del film Mon oncle d'Amérique, diretto da Alain Resnais nel 1980. Attraverso una serie di esperimenti con i ratti, Laborit aveva sviluppato una teoria basata sul concetto dell'inibizione dell'azione, dimostrando che in condizioni di estremo stress (ovvero situazioni in cui l'animale non può lottare né fuggire per evitare una situazione spiacevole) i ratti producono somatizzazioni, per esempio sotto forma di ulcere, cosa che non avviene se possono fuggire o sfogare l'aggressività combattendo.
Nella sua carriera Laborit ha vinto il Premio Lasker-DeBakey per la ricerca medica clinica per la ricerca medica nel 1957, la medaglia dell'Organizzazione mondiale della sanità nel 1972 e il premio Anokhin nel 1981 ed è stato candidato per il premio Nobel. Gli è stato dedicato un ospedale nella città di Poitiers. Sua nipote è l'attrice francese Emmanuelle Laborit. Ha scritto il testo Elogio della fuga, in cui descrive le possibilità comportamentali nella società umana e le conseguenze (soprattutto patologie psicosomatiche) delle inibizioni.

## Opere
- Physiologie et biologie du système nerveux végétatif au service de la chirurgie (1950)
- L’anesthésie facilitée par les synergies médicamenteuses (1951)
- Réaction organique à l’agression et choc (1952)
- Pratique de l’hibernothérapie en chirurgie et en médecine (1954)
- Résistance et soumission en physio-biologie : l’hibernation artificielle (1954)
- Excitabilité neuro-musculaire et équilibre ionique. Intérêt pratique en chirurgie et hibernothérapie (1955)
- Le delirium tremens (1956)
- Bases physio-biologiques et principes généraux de réanimation (1958)
- Les destins de la vie et de l’homme. Controverses par lettres sur des thèmes biologiques (1959)
- Physiologie humaine (cellulaire et organique) (1961)
- Du soleil à l’homme (1963)
- Les régulations métaboliques (1965)
- Biologie et structure (1968)
- Neurophysiologie. Aspects métaboliques et pharmacologiques (1969)
- L’Homme imaginant : Essai de biologie politique (1970)
- L’homme et la ville (1971)
- L’agressivité détournée : Introduction à une biologie du comportement social (1970)
- La Société informationnelle : Idées pour l’autogestion (1973)
- Les Comportements : Biologie, physiologie, pharmacologie (1973)
- La Nouvelle grille de Henri Laborit (1974)
- L’Éloge de la fuite (1976), Elogio della fuga, tr. Leonella Prato Caruso, Mondadori, 1990. ISBN 88-04-33547-5
- Discours sans méthode (1978), Intervista sulle strutture della vita, tr. Elena Franchetti, Laterza, 1979
- L’Inhibition de l’action (1979) , L’inibizione dell’azione, Il Saggiatore, Milano, 1986
- La Colombe assassinée (1983)
- Dieu ne joue pas aux dés (1987)
- La vie antérieure (1987)
- Les récepteurs centraux et la transduction de signaux (1990)
- L’esprit dans le grenier (1992)
- Étoiles et molécules (1992)
- La légende des comportements (1994)
- Une Vie - Derniers entretiens (1996)